# Viktoria und ihr Husar (1931)
Viktoria und ihr Husar ist eine nach Melodien von Paul Abraham gestaltete, frühe deutsche Tonfilmoperette, die Richard Oswald ein Jahr nach der Operettenuraufführung (1930) mit den Sängern Michael Bohnen und Friedel Schuster inszeniert hatte. Eine weitere Hauptrolle übernahm Iván Petrovich als Husaren-Rittmeister Koltay.

## Handlung
Bei Ausbruch des Ersten Weltkriegs im August 1914 muss sich ein ungarisches Liebespaar, der ungarische Husaren-Rittmeister Stefan Koltay und die Gräfin Viktoria, voneinander trennen. Koltay und sein Bursche Janczi werden eingezogen und an die Ostfront entsendet. Jahrelang haben Viktoria und ihr Husar nichts mehr voneinander gehört, selbst bei Kriegsende 1918 darf Koltay nicht in seine ungarische Heimat heimkehren, da ihm vom Feind Spionagetätigkeit vorgeworfen wird. Schließlich befreit sich der Husaren-Rittmeister aus der Gefangenschaft und flieht durch das revolutionsgeschüttelte Russland. Viktoria glaubt derweil, ihr Liebster sei entweder gefallen oder habe sie vergessen, und so nimmt sie den Antrag des US-amerikanischen Diplomaten Cunlight an, sie zu heiraten. Als ihr neuer Gatte als Botschafter nach Peking versetzt wird, folgte Viktoria ihm.
Auf der Flucht vor seinen Häschern verschlägt es Koltay gleichfalls nach China, und er findet Unterschlupf ausgerechnet in der US-Botschaft in Peking. Mit dem dortigen Gesandten will er unter falschem Namen die Modalitäten für eine sichere Heimreise nach Ungarn aushandeln. Die Wiederbegegnung mit Viktoria fällt gedämpft aus, sie will sich vor ihrem Ehemann nichts anmerken lassen. Koltay schließt sich am nächsten Tag einer Dienstreise Cunlights an, die ihn nach Petrograd (St. Petersburg) führen soll. Koltay soll auf dieser diplomatischen Mission Cunlights Sekretär spielen. Als er, dort angekommen, nun seine Heimreise nach Ungarn antreten soll, weigert sich Koltay: er will nicht ohne Viktoria gehen. Bald umstellen sowjetische Garden die US-Botschaft.
Koltay gibt seine wahre Identität preis und stellt sich den russischen Militärs. Botschafter Cunlight muss erkennen, dass er eine Frau geheiratet hat, die ihn nie liebte. Und so gibt er sie für Koltay frei. Da dieser sich in sowjetischen Händen befindet und sie ihn schließlich erneut für tot hält, kehrt Viktoria schweren Herzens nach Ungarn zurück. Dort trifft sie auf Koltays Burschen Janczi, der sie in ihrem großen Schmerz jedoch nicht trösten kann. Selbstlos engagiert sich in der Zwischenzeit in Petrograd der Amerikaner für die Freilassung Koltays und erreicht, dass dieser nach Ungarn ausreisen kann. Hier finden sich endlich Viktoria und ihr Husar wieder und sinken sich in die Arme.

## Produktionsnotizen
Viktoria und ihr Husar entstand ab August 1931 in den UFA-Ateliers in Berlin-Tempelhof und wurde am 14. Oktober 1931 in Stuttgart uraufgeführt. Die Berliner Premiere fand am 15. Dezember 1931 im Berliner Primus-Palast statt.
Paul Abraham übernahm auch die musikalische Leitung. Die Liedtexte verfassten Fritz Löhner-Beda und Alfred Grünwald. Es spielte das Orchester Curt Lewinnek. Die Filmbauten entwarf Franz Schroedter, für den Ton sorgte Hermann Birkhofer, die Aufnahmeleitung übernahm Walter Zeiske.
Else Elster wiederholte ihre Rolle, die sie bereits in einer Bühnenaufführung am Theater an der Wien gespielt hatte. 

## Musik
Folgende Musiktitel wurden gespielt:
- Da sag’ ich sehr gern: Igen!
- Du bist mein Glück, mein einziges Glück
- Ja so ein Mädel, ungarisches Mädel
- Mausi, süß warst du heute Nacht
- Pardon Madame, ich bin verliebt
- Reich’ mir zum Abschied noch einmal die Hände
- Ungarland! Donauland!

Diese Titel erschienen im Alrobi-Musikverlag in Berlin.

## Kritiken
„Der Autor Fritz Friedmann-Frederich hat es sich leicht gemacht; er schrieb das Grünwald-Löhner-Bedasche Libretto der Operette einfach ab, dehnte den Anfang, hetzte dem Ende zu, ließ auch … seine Personen abtreten und mit Inszenentengewissenhaftigkeit auftreten. (…) Nun hätte ja … der Regisseur Richard Oswald mildernd eingreifen können. Daran lag ihm augenscheinlich nicht. Hexenmeister, der er ist, ließ er singen, schmachten, tanzen. Darin ist er unbestritten Meister. (…) Was dem Film seine glühende Farbigkeit, seinen Schwung und seinen Zauber gibt (vergleiche Zahlen aus der Provinz), das ist die Musik. Da steckt Süße und Blut drin. Die reißt hin, die betört, die versöhnt.“

„Das ist ein merkwürdiger Abend. Ein an sich höchst mittelmäßiger Film hat stärksten Erfolg. Ein Beweis, daß manchmal auch der Stoff an sich oder die Musik von ausschlaggebender, nachhaltigster Wirkung sein kann. (...) Oswald arbeitet die Geschichte um. Versieht sie richtig mit einem Vorspiel und verlegt alles, was an wirksamen Schlagern in dieser Operette vorhanden ist, in ein neues Milieu. Das ist sicher originell. Und es hätte vielleicht die Wirkung des ursprünglichen Librettos noch gesteigert, wenn nicht alles rettungslos verkitscht wäre. Die Dekorationen sind entweder zu voll gepfropft oder zu dürftig. Bei der Besetzung läßt den sonst gerade in dieser Beziehung so vorbildlichen und geschickten Spielleiter sein sicherer Instinkt vollständig im Stich.“